# شهرستان القناوص
ناحیهٔ القناوص (به عربی: مدیریة القناوص) یک ناحیه در یمن است که در استان حدیده واقع شده‌است.

## خصوصیات
ناحیهٔ القناوص ۷۲٬۳۳۶ نفر جمعیت دارد.